# Dirades
Dirades este un gen de insecte lepidoptere din familia Uraniidae.

## Specii[1]
- Dirades acutilinea
- Dirades adjutaria
- Dirades albilinea
- Dirades albula
- Dirades alikangensis
- Dirades aluensis
- Dirades ambigua
- Dirades angulata
- Dirades angulifera
- Dirades annulifer
- Dirades binotata
- Dirades brunnea
- Dirades columbaris
- Dirades conifera
- Dirades corrasa
- Dirades crepuscularis
- Dirades erebata
- Dirades erectinota
- Dirades exangulata
- Dirades formosibia
- Dirades funebris
- Dirades hepaticata
- Dirades infans
- Dirades integra
- Dirades irrorata
- Dirades kosemponicola
- Dirades laniger
- Dirades latibrunnea
- Dirades latifasciata
- Dirades leucocephala
- Dirades leucocera
- Dirades lugens
- Dirades multistrigaria
- Dirades mutans
- Dirades niveicosta
- Dirades nubila
- Dirades obscuraria
- Dirades onusta
- Dirades palaca
- Dirades pendula
- Dirades plumbea
- Dirades prunaria
- Dirades pygmeata
- Dirades reticulata
- Dirades rhagavata
- Dirades rhombifera
- Dirades rufinervis
- Dirades semicarnea
- Dirades stolida
- Dirades strigulicosta
- Dirades subdentata
- Dirades theclata
- Dirades tridentata
- Dirades unicauda
- Dirades verticaria
- Dirades vespertilio